# 필라델피아 해군조선소
필라델피아 해군 조선소(Philadelphia Naval Shipyard)는 미국 해군의 조선소이다. 원래는 필라델피아 해군 조병창(Philadelphia Navy Yard)의 명칭이었으며, 미국 해군 최초의 조선소였다. 1995년 9월 30일에 공식적으로 폐지되었고, 2003년 시점에서 건조 중인 함정과 함께 다양한 계획이 진행 중이었다.

## 개요

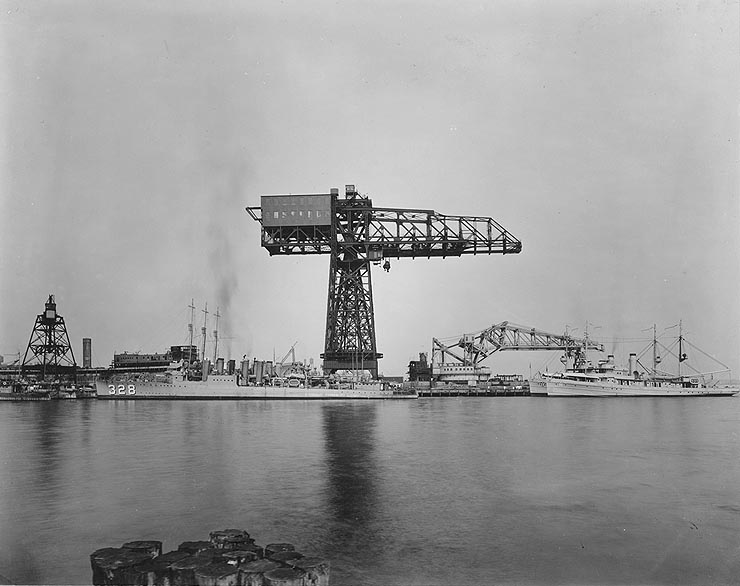
리그 섬의 크래인

조병창은 1776년 펜실베이니아주 필라델피아의 프런트 스트리트에 개설되었고, 1801년에 미국 해군의 공식 시설이 되었다. 철갑함의 시대가 도래하자 조병창 시설은 구식이 되었기 때문에 새로운 조병창이 델라웨어강과 스컬킬 강 합류 지점에 있는 리그 섬에 건설되었다.
미국 해군 항공기 조병창은 1917년에 리그 섬의 부지에 설립되었다. 또한 필라델피아 해군조선소는 망치 모양 크레인을 장착한 세계 최초의 조병창이었다.
필라델피아 조병창은 제2차 세계 대전에 그 전성기를 누렸고, 40,000명의 엔지니어가 53척의 잠수함을 건조하고 574척을 수리했다. 이 기간에 ‘전함 뉴저지’(USS New Jersey, BB-62)와 자매함 ‘위스콘신’(USS Wisconsin, BB-64 )을 건조하였다.
전후 직원 수는 12,000명까지 감소되었다. 1960년대에 신규 함정은 외부의 민간 회사에 발주하게 되었다. 본 공창에서 건조된 마지막 신규 함정은 1970년에 건조된 상륙 지휘함 ‘블루릿지’(USS Blue Ridge, LCC-19)였다.
냉전이 끝나고, 세계적으로 군축의 기운이 높아지자 함정 건조 요구도 축소되었고, 1991년 조병창의 폐쇄가 권고되었다. 지역 정치인 등이 조병창의 잔존을 시도했지만 결국 1995년에 7,000명을 해고하고, 폐쇄되었다. 상원 의원 알렌 스펙터는 국방부가 폐쇄 공고를 발표하지 않았다고 비난했다. 또한 이것은 법적 논쟁에 휩쌓였지만, 결국 허사로 돌아갔다. 필라델피아 해군조선소의 자산은 상용 조선사인 아커 필라델피아 조선소에 매각되었다.
4명의 성직자의 기념비는 본 조선소의 부지 내에 존재한다.

## 주요 함정
- 인디애나 (USS Indiana, BB-1) : 미국 해군 최초의 전함
- 뉴저지 (USS New Jersey, BB-62) :
- 위스콘신 (USS Wisconsin, BB-64) : 미국 해군 마지막 완성된 전함
- 블루릿지 (USS Blue Ridge, LCC-19) : 본 조선소에서 건조된 마지막 잠수함

## 같이 보기
- 필라델피아 국제공항